# Harry Louis
Harry Louis (ur. 11 stycznia 1987 w Bambuí) – brazylijski DJ i przedsiębiorca, były model i aktor pornograficzny. 
Swój pseudonim artystyczny Harry Louis przyjął na cześć angielskiego czarodzieja Harry’ego Pottera, jego ulubionego bohatera z czasów młodości. W wieku 17 lat wyjechał do Europy i rozpoczął karierę jako aktor pornograficzny. Po latach bycia częścią branży pornograficznej postanowił porzucić karierę, aby rozwinąć nowe projekty. Osiedlił się w Barcelonie w Hiszpanii, podjął pracę jako model i został właścicielem swojej marki czekoladek, a także występował okazjonalnie jako DJ.

## Życiorys

### Wczesne lata
Urodził się w Bambuí jako syn fryzjerki Kenii Anjos Peluquerii i Edgara Díasa Xaviera Seniora. Jego babka ze strony matki, Maria Celeste, prowadziła gastronomię w Taguatinga. Wychowywał się w Belo Horizonte, gdzie ukończył Escola Estadual Maria Gorete. W wieku 17 lat przeniósł się do Madrytu. Tam pracował w klubach nocnych i był programistą. W 2006 osiedlił się w Londynie, gdzie mieszkał przez sześć lat.

### Kariera w branży porno
W wieku 19 lat zadebiutował przed kamerą w gejowskim filmie pornograficznym Kristena Bjorna Skin Deep 1 (2006), który został wydany w 2008 przez Sarava Productions. Realizacja ta w 2009 była nominowana do XBIZ Award w kategorii „Film LGBT roku”, a Harry Louis wraz z innymi wykonawcami zdobył nominację do GayVN Award w kategorii „Najlepsza scena seksu grupowego”. W angielskim filmie UK Naked Men Dressed: Down & Dirty (2007) w jednej ze scen był ubrany w kilt. W lipcu 2008 znalazł się na okładce magazynu „Mandate”. 
W latach 2008–2017 wystąpił w ponad trzydziestu gejowskich filmach erotycznych wytwórni Pacific Sun Entertainment, Hung Ladz, UKNakedMen.com, EuroMale, Raging Stallion Studios i Macho Guys. Wziął też udział w filmach Lucas Entertainment: Fuck! (2009), Passion (2010) z Michaelem Lucasem, Trapped in the Game (2010), Cum Guzzlers (2011) ze Spencerem Reedem, Dirkiem Caberem, Gabrielem Lenfant, Rafaelem Alencarem i Robertem Van Damme czy Fit Fuckers (2027). 
W 2010 podczas HustlaBall w KitKatClub w Berlinie otrzymał nagrodę dla najlepszego debiutanta. 11 czerwca 2011 wystąpił „na żywo” z Rafaelem Alencarem i Fernando Albuquerque w klubie Fire podczas HustlaBall w londynskiej dzielnicy Vauxhall w gminie London Borough of Lambeth.
Pracował także jako fotomodel. 
W plebiscycie „Mi Ciudad” („Moje miasto”) na „Najbardziej utalentowanego aktora w aktualnym gejowskim porno” (Los mejor dotados del porno gay actual) zajął trzecie miejsce. W listopadzie 2012 zwyciężył w rankingu „Najbardziej utalentowani w aktualnym gejowskim porno” (Los mejor dotados del porno gay actual), ogłoszonym przez hiszpański portal 20minutos.es. W grudniu 2013 był na trzecim miejscu listy hiszpańskiego portalu Poringa! „15 najbardziej utalentowanych gejów porno”. W październiku 2019 zdobył drugie miejsce w plebiscycie „Najlepsza kiełbasa w Brazylii” według internautów witryny społeczności LGBT Observatório G. W czerwcu 2020 zajął ósme miejsce w rankingu 20minutos.es „Gejowska gwiazda porno” (Gay pornstar).

### Działalność poza przemysłem porno
W styczniu 2013, w wywiadzie dla brazylijskiego magazynu „Epoca” ogłosił, że wprowadzi na rynek własną serię czekoladek „HL Chocolates”. 
W czerwcu 2013 trafił na okładkę brazylijskiego magazynu „Junior”. Wystąpił też w reklamach brazylijskiego projektanta Lorenzo Martone.
W 2014 zaczął udzielać się jako DJ prezentując przede wszystkim utrzymany w brazylijskim klimacie house. Na stałe grał w klubie Labirinthus International – DNA da Balada, działał też jako producent muzyczny, a także występował gościnnie w wielu europejskich klubach, w tym w Polsce w 2016 na gejowskiej imprezie #GMATCH i 2018 w klubie Metropolis w Warszawie. 
W 2015 utworzył kolekcję bielizny według własnego projektu ze swoim imieniem i nazwiskiem. Jego własna kolekcja ubrań była prezentowana na łamach brazylijskiego magazynu „Mais JR” (w styczniu 2016) i stała się zjawiskiem na Instagramie z milionem obserwujących. Jego filmy „na żywo” na Facebooku miały tysiące wyświetleń, a na Twitterze 50 tys. obserwujących.

## Życie prywatne
W 2011 związał się z amerykańskim projektantem mody Markiem Jacobsem, z którym się rozstał w październiku 2013. Uczęszczał na kurs fotografii.
W 2013 brał udział w antyrządowych protestach w Brazylii. 
W 2015 zaręczył się z brazylijskim wizażystą Allysonem Chinalią, który pracował w Salon Marcos Proença. Został właścicielem baru w Madrycie.

## Nagrody i nominacje
| Rok  | Nagroda                                     | Film                              | Kategoria               | Inni wykonawcy                                                         | Rezultat  |
| ---- | ------------------------------------------- | --------------------------------- | ----------------------- | ---------------------------------------------------------------------- | --------- |
| 2009 | GayVN Award                                 | Najlepsza scena grupowa           | Skin Deep 1 (2008)      | Jean Franko, Ricardo Safado, Rodrigo Ferrais, Rocco Banks i Erik Demko | Nominacja |
| 2010 | HustlaBall Award                            | Najlepszy europejski aktyw        | –                       | –                                                                      | Nominacja |
| 2010 | HustlaBall Award                            | Najlepszy debiutant               | –                       | –                                                                      | Wygrana   |
| 2010 | International Escort Awards (“The Hookies“) | Najlepsza gwiazda porno eskortowa | –                       | –                                                                      | Nominacja |
| 2011 | International Escort Awards (“The Hookies“) | Mr. International Escort          | –                       | –                                                                      | Nominacja |
| 2011 | International Escort Awards (“The Hookies“) | Mr. London                        | –                       | –                                                                      | Wygrana   |
| 2011 | International Escort Awards (“The Hookies“) | Najlepszy przyjaciel fantasy      | –                       | –                                                                      | Nominacja |
| 2011 | HustlaBall Award                            | Najlepszy pasyw                   | –                       | –                                                                      | Wygrana   |
| 2012 | International Escort Award                  | Najlepsza eskortowa gwiazda porno | –                       | –                                                                      | Nominacja |
| 2012 | Grabby Award                                | Najlepszy aktyw                   | Food Fight! (2011)      | Marco Sessions                                                         | Wygrana   |
| 2012 | Pink X Gay Video Awards                     | Najlepszy aktyw                   | London Massive 2 (2011) | –                                                                      | Nominacja |